# Millennio 1. Pepe Carvalho sulla via di Kabul
Millennio 1. Pepe Carvalho sulla via di Kabul è la prima parte del capitolo conclusivo della saga che ha come protagonista l'investigatore privato Pepe Carvalho, celebre personaggio creato dalla penna di Manuel Vázquez Montalbán.

## Trama
All'inizio del romanzo, Pepe Carvalho é accusato dell'omicidio del sociologo Jordi Anfruns (personaggio già apparso nella precedente raccolta di storie brevi ne "Assassinio al Prado del Rey").
Nella fuga da Barcellona, Pepe Carvalho con il suo amico, assistente e cuoco Biscuter ha deciso di fare il giro del mondo visitando i luoghi della sua memoria e della sua cultura. I due, sotto i falsi nomi letterari di Bouvard e Pécuchet, i personaggi dell'opera di Flaubert, si sono già imbarcati su una nave diretta a Genova, per sfuggire anche all'accusa di omicidio, che al detective è stata mossa da un suo nemico a Barcellona.
Il viaggio in Italia è segnato da strane sparizioni dei compagni di viaggio, da un attentato alla vecchia auto del detective e successivamente da altrettanto strane apparizioni di agenti segreti israeliani che aiutano il detective e il suo compagno in quella che è diventata una fuga "turistica" attraverso l'Egitto, Israele, il Libano, la Turchia, l'Azerbaigian, il Turkmenistan, l'Uzbekistan, l'Afghanistan, l'India. Accanto alle nostalgie e alle notazioni gastronomiche e antropologiche di Carvalho e Biscuter si intrecciano episodi legati al narcotraffico ed esotiche esperienze religiose fino all'arrivo nella Kabul superstite della guerra contro i talebani agitata dalle lotte tra le tribù rivali.

## Edizione
- Manuel Vázquez Montalbán, Millennio. Vol.1: Pepe Carvalho sulla via di Kabul, Traduttore: H. Lyria, Editore: Feltrinelli, Collana: I canguri, Anno edizione: 2004.